# Salvi d'Albi
Salvi d'Albi (Albi?, primera meitat del segle vi - 584) fou bisbe d'Albi entre el 571 o 574 i el 584. És venerat com a sant per diverses confessions cristianes.

## Hagiografia
Fou amic de Gregori de Tours, que en va deixar un gran elogi. No se sap res del seu origen, però la tradició el fa natiu d'Albi o d'algun lloc proper dins la diòcesi. Durant la seva joventut fou advocat, professió que va abandonar per abraçar la vida monàstica, on va destacar per la seva puresa i l'estricta observança dels seus deures. Quan va morir l'abat del monestir, Salvi fou elegit com a successor per la comunitat de monjos, però no va trigar gaire a renunciar-hi i es va tancar en una cel·la amb el desig de dedicar-se a la vida contemplativa. Només trencava el silenci que s'havia imposat per tal de respondre les consultes de qui li demanava consell. La seva fama de santedat va créixer i se li atribuïen miracles.
Un dia es va posar malalt i quedà com mort; els monjos van disposar-ne l'enterrament i sobtadament va reviure; després d'estar tres dies sense parlar, menjar ni beure, va recuperar la seva condició normal i va explicar que havia rebut diverses gràcies de Déu i que havia vist coses meravelloses; llavors, penedit d'haver parlat massa, es va imposar el silenci perpetu. Aquest fet va fer augmentar la seva reputació de sant.

## Bisbat d'Albi
Cap al 573 o 574, la seu d'Albi va quedar vacant a la mort d'Ambròs (bisbe des del 549) i el clergat va escollir Salvi com a successor, essent consagrat contra la seva voluntat. Va exercir el càrrec, però, amb notable encert i complint-ne tots els deures.

## Conquesta d'Albi pel rei de Nèustria
El 576 Desideri de Tolosa, al servei de Khilperic I de Nèustria, va arribar al Carci, l'Albigès, el Velai i el Gavaldà, va derrotar les tropes lleials a Khildebert II d'Austràsia que formaven la guarnició d'Albi i se n'apoderà dels territoris en nom del seu rei. Estava a punt d'entrar al Llemosí quan Guntram de Borgonya va enviar contra ell al general Mòmol amb l'exèrcit burgundi amb orde d'aturar-lo i de recuperar l'Aquitània austrasiana. Els dos exèrcits van lliurar una batalla on Desideri fou derrotat. Mòmol va assegurar el Llemosí per a Khildebert i aprofitant la victòria va avançar cap a l'Albigès amb intenció d'ocupar-lo: el va assolar i va fer gran nombre de presoners, especialment a la ciutat d'Albi però l'hivern s'acostava i Clodoveu I, fill de Khilperic I, avançava amb un exèrcit per venjar la derrota de Desideri, per la qual cosa Mòmol va abandonar l'Albigès.
El bisbe Salvi es va commoure per la sort de tants desgraciats al seu territori: va anar a veure Mòmol i li va demanar l'alliberament dels presoners, amb tanta insistència i força que el general els va deixar anar i encara perdonant part del rescat que el bisbe havia promès pels presoners. Salvi va portar als presoners a Albi mentre Mòmol marxava cap a l'Alvèrnia.

## Relacions amb Khilperic I
L'Albigès restava en poder del rei Khilperic I de Nèustria encara al 580 com consta a les actes del Concili de Braine, on va assistir Salvi i on aquest conegué Gregori de Tours. Salvi, a l'entrada del palau reial de Soissons, va preguntar a Gregori si veia alguna cosa al sostre del palau: davant la seva negativa, Salvi va dir que ell hi veia la còlera de Déu disposada a abatre's sobre la casa reial merovíngia. Efectivament, en els següents vint dies, i a causa d'una epidèmia que va assolar el regne, van morir els dos fills del rei i Fredegunda, Clodobert i Dagobert, i Clodoveu, l'únic fill mascle que li quedava.
El rei Khilperic havia escrit un tractat teològic on establia que no s'havia d'admetre ni el nom ni la distinció de persones en Déu i Pare, Fill i Esperit Sant eren el mateix, incorrent en l'heretgia del sabel·lianisme. El rei llegí l'obra a Salvi i Gregori de Tours i els en demanà l'aprovació, però els dos s'hi van negar i Salvi va estripar el manuscrit.

## Mort
Vers el 584 una epidèmia de pesta va assolar l'Albigès i milers de persones van morir. Salvi va exposar la seva vida per la salut dels seus diocesans i els va procurar consol i ajut, fent servir de la calamitat per portar la gent a fer penitència i millorar la seva fe. Salvi es va encomanar i va morir el mateix 584, el dia 10 de setembre.
Salvi va deixar una neboda de nom Disciola que es va fer monja a la Santa Creu de Poitiers, sota l'abadessa santa Radegunda, i on va morir en olor de santedat. Com a nou bisbe d'Albi fou escollit Desideri o Desiderat.

## Veneració
El bisbe fou enterrat a una església d'Albi que en endavant fou anomenada Església de Sant Salvi, que va esdevenir el lloc de sepultura dels bisbes posteriors. Al seu lloc es va construir un monestir, on se'n conserven les relíquies, redescobertes casualment el 1194.